# 自然堂 (鳥取県)

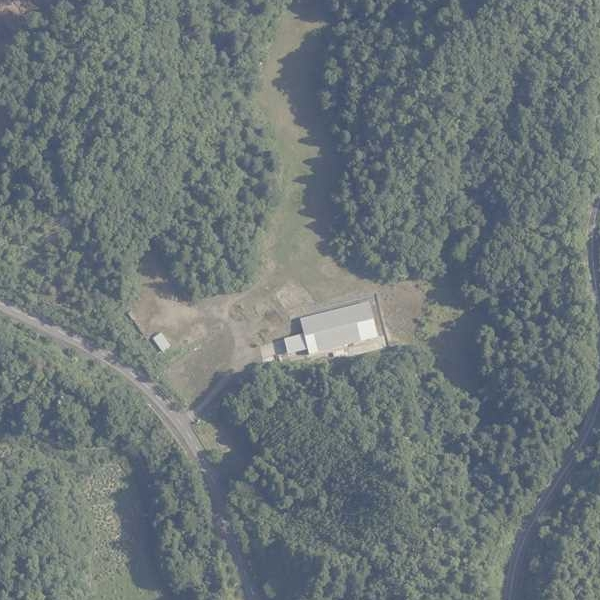
自然堂の森。。

有限会社自然堂（じねんどう）は、鳥取県東部でレジャー施設「自然堂の森」（じねんどうのもり）を運営する事業者。本社は鳥取県鳥取市に所在する。かつては、自然堂交通（じねんどうこうつう）」の屋号で貸切バス事業を行っていた。

## 事業所の所在地
- 本社・有限会社自然堂本社営業所（総務・営業・福本竜平事務所）
  - 鳥取県鳥取市興南町113番地2
- 自然堂の森（レジャー施設）
  - 鳥取県鳥取市福部町八重原

## 自然堂交通
2006年1月1日、観光交通株式会社（現：観光タクシー有限会社）から貸切バス部門を買収し「自然堂交通」として貸切バス事業を開始した。観光交通株式会社との一切の資本的・人的関係はない。
バスの車体表記は「自然堂交通」となっていた。バス車庫は「自然堂の森」の場所にあった。
2016年3月25日、愛知県清須市に本拠地を置くえびす交通に貸切バス事業を譲渡し、バス事業から撤退した。

## 自然堂の森
自然堂の森（じねんどうのもり）は、鳥取県鳥取市福部町八重原にある、有限会社自然堂が運営するレジャー施設。
2008年にオープンした。社長の構想に基づき、2年がかりで開発した。周辺の景観を損なわないよう、環境に配慮した構造となっている。
中でも大きな特徴は、鳥取環境大学教授の吉村元男が監修し、地元の間伐材を利用した集成材で三角形の集合体で積み上げた世界最大・直径16mの木質ドームがあり、産直マーケットとして使用される予定である。